# Каррильо, Хосе
Хосе Каррильо Мансилья (исп. José Carrillo Mancilla; род. 4 марта 1995, Гранада, Андалусия) — испанский футболист, защитник казахстанского клуба «Улытау».

## Карьера
Футбольную карьеру начал в составе клуба «Мальорка Б».
5 января 2022 года подписал контракт с клубом «Финн Харпс». 25 февраля 2022 года в матче против клуба ЮКД дебютировал в чемпионате Ирландии.
31 марта 2024 года перешёл в грузинский клуб «Самтредиа». 11 апреля 2024 года в матче против клуба «Телави» дебютировал в чемпионате Грузии.
19 февраля 2025 года стал игроком казахстанского клуба «Улытау».

## Статистика
| Игровая карьера | Игровая карьера    | Игровая карьера | Лига | Лига | Кубки | Кубки | Межд. | Межд. | Др. | Др. |
| --------------- | ------------------ | --------------- | ---- | ---- | ----- | ----- | ----- | ----- | --- | --- |
| 2022            | Финн Харпс         | А               | 23   | 1    | —     | —     | —     | —     | —   | —   |
| 2023            | Эль-Пасо Локомотив | Б               | 4    | 0    | —     | —     | —     | —     | —   | —   |
| 2024            | Самтредиа          | А               | 26   | 0    | 2     | 0     | —     | —     | —   | —   |
| 2025            | Улытау             | А               | —    | —    | —     | —     | —     | —     | —   | —   |